# Im Namen des Volkes (1939)
Im Namen des Volkes ist ein Ende 1938 entstandener, deutscher Kriminalfilm mit NS-propagandistischen Elementen. Unter der Regie von Erich Engels spielt Rudolf Fernau als gewissenloser Verbrecher die Hauptrolle. Seinen Gegenspieler auf Seiten der Polizei verkörpert Rolf Weih.

## Handlung
Irgendwo in Bayern: Nahe einem Dorf geschehen kurz hintereinander zwei Verbrechen. Auf einen Pkw wird ein Überfall verübt, und ein Unbekannter fackelt die Scheune von Gastwirt Buggisch ab. Während der Brand gelöscht wird, stiehlt ein Gast des Lokals Buggischs Barschaft. Der Mann, der sich als Alfred Wenzel vorgestellt hat, heißt in Wirklichkeit Alfred Hübner und ist ein ausgewiesener Gewohnheitsverbrecher. In der Wahl seiner Mittel zeigt sich der hagere Ganove, der gerade aus einem Londoner Gefängnis in die Freiheit entlassen worden war, als völlig skrupellos. In diesem Fall beispielsweise legte er zuerst den Brand und eilte sofort zur Gastwirtschaft zurück, um Wirt Buggisch zu bestehlen. Auch der Überfall auf den Autofahrer geht auf sein Konto. Er hatte anschließend eine falsche Spur gelegt, um die Polizei zu täuschen und sich mit Hilfe einer Liebesnacht bei der Kellnerin Barbara ein Alibi verschafft. Als Bezahlung erhielt die Frau einen einst von Hübner gestohlenen Siegelring.
Hübners Vorgehen bei den Überfällen auf Autofahrer folgt meist ein und demselben Prinzip: Er stellt so genannte Autofallen, indem er die Fahrbahnen mit Baumstämmen blockiert, sodass die Fahrzeuglenker zum Anhalten gezwungen sind. Dann raubt er die Betroffenen mit vorgehaltener Waffe aus. Doch auch vor einfachen Fußgängern macht der Schwerverbrecher nicht halt. Da Hübner manche seiner Pläne nicht im Alleingang durchführen kann, setzt er seinen ehemaligen Komplizen Bruno Mielke, der sich in den letzten Jahren eine bürgerliche Existenz als Automechaniker aufgebaut hat, mit einer Erpressung unter Druck. Eines von Hübners nächsten Opfern ist der wohlhabende und verheiratete Leipziger Geschäftsmann Fritz Hartmann. Über dessen Geliebte Lola Larsen, die sich von Hartmann finanzielle Unterstützung beim Erwerb eines Nachtlokals verspricht, erfährt Hübner Details, die es ihm ermöglichen, den Geschäftsmann auszurauben.
Als Hübner von Kellnerin Barbara den geschenkten Siegelring zurückverlangt und sie nach Berlin beordert, geraten die Dinge in Bewegung. Hübner verhält sich gegenüber der jungen Frau eiskalt und abweisend. Die findet immerhin Trost bei Hübner-Kumpel Bruno, der ihr im Kern anständig erscheint. Zeitgleich ist unter der Leitung von Kriminalkommissar Werner eine ganze Armada von Polizisten dem vielseitig agierenden Hübner auf der Spur. Auch die nationalsozialistische Regierung will solchen Typen wie Hübner schwerstmögliche Strafen angedeihen lassen und erlässt aus diesem Grunde ein rückwirkend geltendes Gesetz, demzufolge in räuberischer Absicht gestellte „Autofallen“ die Todesstrafe nach sich ziehen muss. Bruno Mielke bekommt es deshalb mit der Angst zu tun und will aus dem schmutzigen Geschäft aussteigen. Daraufhin bedroht Hübner ihn massiv. Als Hübner erneut ein Verbrechen begeht, ist die Polizei rasch zur Stelle. Der Gangster wird festgenommen, Mielke von der Polizei erschossen. Während Alfred Hübner auf seine Hinrichtung mit dem Fallbeil wartet, kümmert sich Kommissar Werner darum, dass Barbara aus der ganzen Angelegenheit unbeschadet herauskommt.

## Produktionsnotizen
Im Namen des Volkes entstand ab dem 31. Oktober 1938 in der Ufastadt Babelsberg, die Dreharbeiten wurden zu Beginn des Dezembermonats abgeschlossen. Die Entstehungskosten beliefen sich auf bescheidene rund 410.000 Reichsmark. Die Premiere fand am 27. Januar 1939 im Berliner Tauentzienpalast statt. Trotz seiner stark tendenziösen Ausrichtung wurde der Film nach 1945 erneut herausgebracht, diesmal unter dem Titel „Autobanditen“.
Alf Teichs war Chefdramaturg. Herstellungsgruppenleiter Walter Tost übernahm auch die Produktionsleitung. Hans Sohnle gestaltete die Filmbauten, ihm zur Seite stand Wilhelm Vorwerg. Nebendarsteller Reinhold Bernt diente auch als Regieassistent. Der 37-jährige Christian Gollong gab hier sein Filmdebüt.
Der Streifen erhielt das NS-Prädikat „staatspolitisch wertvoll“.
1955 entstand ein weiterer Film, der sich mit Kriminellen befasste, die ihre Verbrechen auf den Autobahnen verübten. Er hieß Banditen der Autobahn.

## Wissenswertes
Der Film war de facto ein Verweis auf ein von den Nationalsozialisten kurz zuvor erlassenes Gesetz: Dieses Sondergesetz (Lex Götze) trat am 22. Juni 1938 in Kraft und erließ rückwirkend die Todesstrafe für Straßenraub mittels so genannter Autofallen.
Hauptdarsteller Fernau spielte in Im Namen des Volkes nicht das einzige Mal einen gewissenlosen Meisterverbrecher. 1942 kehrte er in dieses Rollenfach zurück, als er, erneut unter Engels’ Regie, den Edelschurken Dr. Crippen in dem wahren Begebenheiten nachempfundenen Kriminalfall Dr. Crippen an Bord verkörperte. Hier verfeinerte Fernau noch seine Darstellung eines skrupellosen Schurken: Sein dort gezeigtes wirkungsvolles Spiel war von hintergründiger Gefährlichkeit, so dass sich Propagandaminister Joseph Goebbels dazu genötigt fühlte, Fernau nach Ansicht des ‚Crippen‘-Films als „destruktiven Typ“ zu bezeichnen.

## Kritiken
Filmportal.de sah in Im Namen des Volkes einen „NS-Propagandafilm zur Rechtfertigung der Todesstrafe“.
Im Lexikon des Internationalen Films heißt es: „Der als ‚staatspolitisch wertvoll‘ belobigte NS-Propagandafilm zeichnet einen abstoßenden, ‚erblich belasteten‘ Tätertyp als Rechtfertigung für dessen Tötung.“